# Bergelmir (satelit)
Bergelmir sau Saturn XXXVIII (denumirea provizorie S/2004 S 15) este un satelit natural al lui Saturn. Descoperirea sa a fost anunțată de Scott S. Sheppard⁠(d), David C. Jewitt⁠(d), Jan Kleyna⁠(d) și Brian G. Marsden pe 4 mai 2005, din observații efectuate între 12 decembrie 2004 și 9 martie 2005.
Bergelmir are un diametru de aproximativ 6 kilometri (3,7 mi) și orbitează în jurul lui Saturn la o distanță medie de 19.372 Mm în 1006,659 zile, la o înclinație de 157° față de ecliptică (134 ° față de ecuatorul lui Saturn), într-o direcție retrogradă și cu o excentricitate de 0,152. Perioada sa de rotație este de 8.13±0.09 ore. 
A fost numit în aprilie 2007 după Bergelmir⁠(d), un gigant din mitologia nordică și nepotul lui Ymir, uriașul primordial. Bergelmir și soția lui, singurii de felul lor, au fost singurii supraviețuitori ai potopului enorm de sânge din rănile lui Ymir, când a fost ucis de Odin și de frații săi în zorii vremurilor. Bergelmir a devenit apoi progenitorul unei noi rase de giganți.